# Елладська православна церква
Елла́дська правосла́вна це́рква (грец. Ἐκκλησία τῆς Ἑλλάδος, трансліт. Ekklisía tis Elládos, IPA: [ekliˈsi.a tis eˈlaðos]; Це́рква Гре́ції) — автокефальна помісна православна церква в Греції, яка посідає 11-е місце в диптиху автокефальних помісних церков і є частиною грецьких православних церков. Використовує у своїй літургії візантійський обряд грецьку мову, койне та новоюліанський календар, вона є частиною Східного християнства. Її канонічна територія приурочена до кордонів Греції до Балканських воєн 1912–1913 («Стара Греція»), а решта Греції («Нові землі», Крит і Додеканес) підлягає юрисдикції Вселенського патріархата Константинополя. Однак більшість єпархій митрополій Нових земель де-факто управляються як частина Церкви Греції з практичних міркувань за угодою між церквами Атен і Фенера (Константинополя). Предстоятелем Церкви Греції є архієпископ Атен і всієї Греції, з резиденцію в Атенському Благовіщенському соборі.

## Історія

### Ранньохристиянська доба

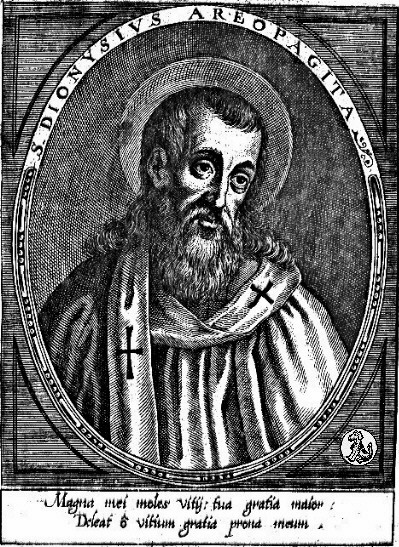
Діонісій Ареопагіт, перший єпископ Атен

Християнство у Греції поширилося ще за першого прибуття апостола Павла 49 р. Великі християнські громади сформувались у Філіппах, Верії, Атенах, Салоніках та Коринфі. До Фессалонікійської церкви навіть написані два перші послання, що згодом склали біблійний канон Нового заповіту. Наступною важливою подією для християнства у Греції став візит до Атен богослова Оригена. Він справив значне враження на християн міста та навіть допомагав у розв'язанні деяких питань місцевої церкви.
У римську добу гоніння християн призводили лише до поширення релігії по всій Греції, свідками цього були перший єпископ Атенський Діонісій Ареопагіт та Фессалонікійський митрополит Дімітріос Леонідіс. Край переслідуванням християн поклав Костянтин Великий, видавши так званий Міланський едикт. У IV столітті офіційно оформилась залежність грецької церкви від римської.

### Візантія та Латинська імперія
У VIII столітті в період правління імператора Лева ІІІ Ісавра Візантія вступила в період іконоборства, яке поширилось і на Рим. Тож в середині IX століття грецька церква відходить під юрисдикцію Константинопольського патріархату.
Тільки після 1204 р. коли впала Візантія і була заснована Латинська імперія, православ'я в Греції опинилось поза законом. Ті з правлячих архієреїв, хто не визнав влади Папи Римського, повинні були залишити свої кафедри. Вони замінювались представниками латинської ієрархії. Зрештою в країні широко розгорнулася пропаганда католицизму. 1213 р. один з папських легатів Пелагій взагалі заборонив грецьке богослужіння, а тим, хто наважився б протестувати проти цього, загрожувала смертна кара. Тільки наполегливі протести грецької знаті та побоювання масових протестів зупинило це рішення.

### Османська доба

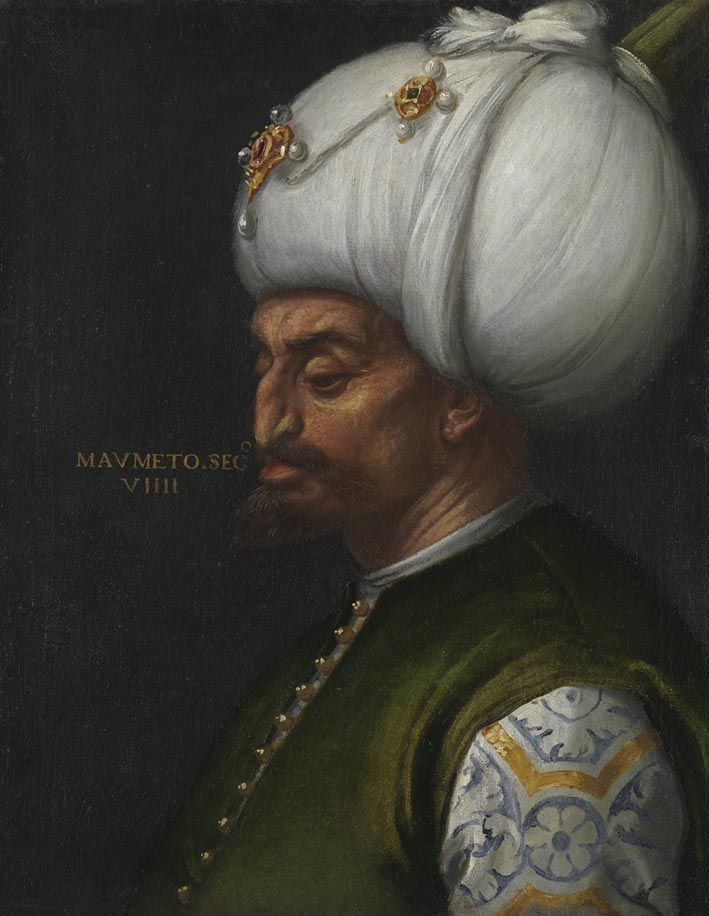
Мехмед ІІ Фатіх

Коли султан Мехмед ІІ захопив Константинополь 30 травня 1453 р., він залишив грекам один із привілеїв — свободу віросповідання. Він також зберіг владу патріарха, яким був обраний Геннадій Схоларій. Процедура його обрання та хіротонії проводилась, як і раніше, за візантійським каноном. У своєму указі, адресованому патріархові, султан зазначив:
|  | Патріаршествуй у мирі та користуйся Нашою дружбою на свої потреби і побажання, маючи привілеї своїх попередників |

Ці привілеї згодом складуть основу юридичної бази Вселенського патріархату: патріарх був верховним главою всіх храмів і монастирів, а також мав судову й адміністративну владу над мирянами. Релігійним центром власне Греції стали Салоніки.
Проте згодом турки скасували більшість привілеїв та проводили дуже жорстку політику щодо райя — так вони іменували православних. Велику роль у збереженні християнства у цю добу відіграв Святий Атос. 1743 р. при монастирі Ватопед навіть було відкрито школу, одну з найбільших у тогочасній Греції. Навчання в ній включало два ступені: перший відповідав загальній базовій освіті, другий — університетській.
Дослідник К. Сатас відзначає, що впродовж періоду турецького панування навіть на території Османської імперії проживало близько 1 500 освічених греків. При цьому більш як дві третини з них належали до священства. Практично всі вони вели просвітницьку діяльність, не вимагаючи ніякої плати, живучи в бідності.

### Доба Грецької революції
Після Грецької революції та створення Грецького королівства у 1832 р. перебування грецького Константинопольського патріарха під впливом ворожої Османської імперії у Стамбулі стало політично недоцільним, і 1833 р. за рішенням баварських регентів, від імені неповнолітнього короля Греції Оттона, була проголошена автокефалія — організаційно відділено Церкву Греції від Константинопольської патріархії. Виникла схизма, що тривала 17 років. У 1850 році Церква Греції була визнана Собором Константинопольської церкви за участю Єрусалимського патріарха Кирила.
Таким чином, проголошення автокефалії Церкви Греції пов'язане з виникненням суверенної держави, а уряд цієї держави брав у проголошенні та утвердженні автокефалії найактивнішу участь.

### Рух Зої
Релігійне відродження XX століття очолило рух Зої, яке було засновано в 1911 році. Базувалося в Атенах, але діяло децентралізовано, воно охопило членів мирян, а також деяких священиків. Основна діяльність включає публікації та загальнонаціональний рух недільної школи в 7800 церквах, що охоплює 150 000 учнів. Зої спонсорувала численні допоміжні та пов'язані з ними групи, включаючи організації для професійних чоловіків, молоді, батьків та молодих медсестер. Було докладено значних зусиль для розповсюдження Біблії, ілюстрованих романів, брошур та інших релігійних матеріалів. Літургійний рух спонукав мирян до глибшого усвідомлення Євхаристії та частішого Причастя. Семінарії були побудовані в XX столітті, але більшість випускників приступили до викладацької діяльности, а не до парафіяльної роботи. У 1920 р. лише 800 із 4500 священиків Греції мали будь-яку освіту, вищу за початковий рівень. До 1959 р. із 7000 священиків не більше п'яти відсотків закінчили університетську та семінарську підготовку. Монастирське життя різко занепало, хоча воно тривало і на віддаленому Атосі. Повсякденне церковне життя було сильно порушене Другою світовою війною та подальшою громадянською війною, коли було спалено багато церков, а сотні священиків та ченців були вбиті німцями, з одного боку, або комуністами, з іншого.

### XXI століття
У 2003 році виникла суперечка між Церквою Греції і Вселенським патріархатом про порядок заміщення катедр Нових територій, внаслідок чого 30 квітня 2004 року Константинопольська церква перервала євхаристійне і адміністративне спілкування з архієпископом Атенським і всієї Греції Христодулом. Після того як Церква Греції наприкінці травня того ж року висловила готовність виконувати умови Патріаршого і Синодального Акта 1928 року в повному обсязі, 4 червня Священний синод Вселенського патріархату під головуванням патріарха Вартоломія I заявив, що відновлює спілкування з архієпископом Христодулом.

#### Відносини з Православною церквою України

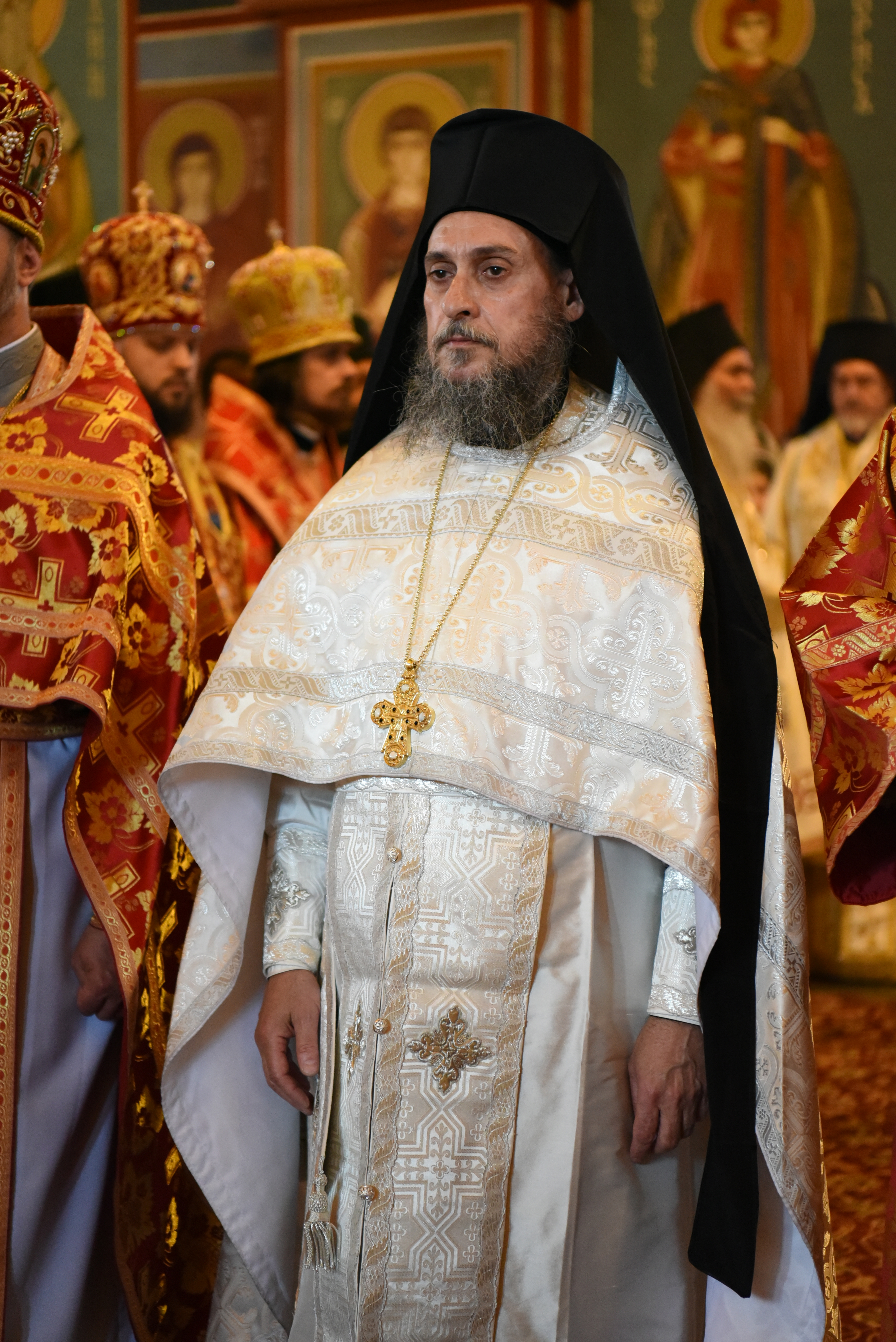
Єпископ Ольвійський Епіфаній (Дімітріу) — архієрей для грецьких православних парафій в Україні

12 жовтня 2019 Архієрейський собор Церкви Греції підтвердив право Вселенського патріархата дарувати автокефалію Православній церкві України і привілей предстоятеля Церкви Греції займатися питанням визнання Православної церкви України. При цьому і архієпископ Ієронім, і митрополит Ігнатій (Георгакопулос), глава Синодальної комісії з міжправославних і міжхристиянських відносин, у своїх виступах на цьому соборі посилалися на статтю 3-ю Конституції Греції, що зобов'язує Церкву Греції перебувати у віронавчальній єдності з «Великою Церквою Константинополя», а також відзначали абсолютну неприпустимість розриву такої єдности через українське питання. Митрополит Ігнатій (Георгакопулос) також зазначив, що не слід боятися можливої реакції зі сторони Московського патріархату на визнання Церквою Греції української автокефалії, так як, за його словами, Московський патріархат у будь-якому випадку завжди діє противно духу церковности й не поважає автокефалію і незалежність церков. 21 жовтня 2019 архієпископ Атенський направив «мирну грамоту» митрополиту Київському Епіфанію, що є офіційним визнанням Церкви України.
У відповідь настоятель патріарх Московський Кирило 3 листопада того ж року за літургією вперше не згадав у числі предстоятелів помісних православних церков архієпископа Атенського і всієї Греції Ієроніма, що було витлумачено в ЗМІ як фактичне припинення євхаристійного спілкування між церквами. Пояснюючи напередодні це рішення Московського патріархату, митрополит Іларіон (Алфєєв) заявив: «Ми як і раніше будемо зберігати спілкування з усіма тими архієреями, які не визнають український розкол, а такі в Церкві Греції є». Прийнята раніше, 17 жовтня, заява Священного синоду Московського патріархату поіменно перераховувала ряд ієрархів Церкви Греції, які, за даними МП, представили свої заперечення пропозицією архієпископа Ієроніма визнати українську автокефалію (згідно комюніке Церкви Греції, таких було семеро митрополитів, що не згадувалися поіменно). Крім того, Московський патріархат рекомендував своїм прочанам не відвідувати єпархії тих архієреїв Церкви Греції, які визнали Православну церкву України. Паломницький центр Московського патріархату в повідомленні на своєму сайті, опублікованому 24 жовтня, роз'яснював, що «у цей час, на підставі заяви Священного Синоду Російської Православної Церкви від 17 жовтня 2019 роки (Журнал № 125), що не благословляється відвідування паломниками» 11-та єпархій, зокрема Атенської та Дімітріадської.

## Переважаюча релігія Греції

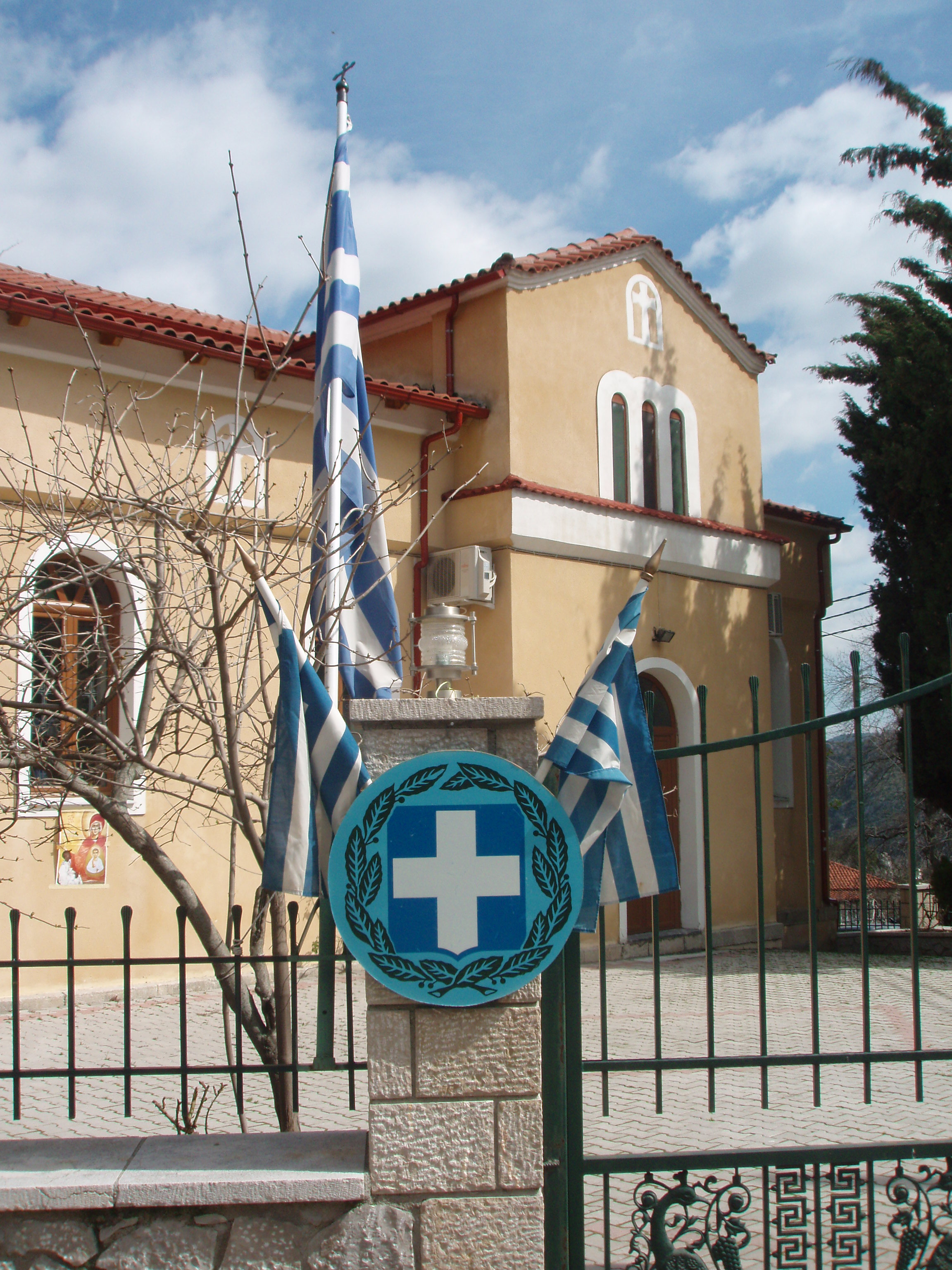
Згідно з конституцією, грецьке православ'я є переважаючою релігією Греції; це підкріплюється вивісками грецького прапора та національного герба на церковних ділянках.

Дотримання православної церкви було встановлено як остаточну ознаку грецької етнічної ідентичности в першій сучасній грецькій конституції, "Законі Епідавра" 1822 року, під час грецької війни за незалежність. У преамбулі всіх наступних грецьких конституцій зазначається: "Іменем Святої, Несумісної та Неподільної Трійці", а православна Церква Христа визнана "панівною" релігією Греції.
Зарплати та пенсії основного православного духовенства виплачуються державою за ставками, порівнянними із ставками вчителів. Раніше церква компенсувала державі податок у розмірі 35% на звичайні доходи церкви, але в 2004 році цей податок було скасовано Законом 3220/2004. У силу свого статусу переважаючої релігії, канонічне право Церкви визнається грецьким урядом у справах, що стосуються управління церквою. Це регулюється "Конституцією Грецької Церкви", яку Парламент ухвалив законом. Релігійні шлюби та хрещення юридично еквівалентні цивільним, а відповідні свідоцтва видаються священнослужителями. Усі греко-православні учні початкових та середніх шкіл Греції відвідують релігійні уроки. Зв'язками між церквою та державою займається Міністерство національної освіти та релігій.

## Духовенство і чернецтво
Як і в інших православних християнських церквах, випускники семінарій, якими керує церква (і фінансуються Грецією), можуть бути висвячені в сан дияконів, а зрештою й у священики. Їм дозволяється одружуватися до висвячення їх на диякони, але не пізніше. Переважна більшість парафіяльного духовенства Греції одружена. Крім того, вони можуть вступати до монастирів та/або приймати чернечі обіти. Монастирство, яке висвячується на священиків і має університетський ступінь з богослов'я, має право претендувати на єпископат (архимандрити). Жінки також можуть прийняти чернечі постриги і стати черницями, але вони не висвячуються.
Монастирі належать або до місцевої єпархії, або безпосередньо до одного з православних патріархатів; в останньому випадку їх називають "ставропігіальними" монастирями (Stayropēgiaká, "Хрестові джерела").

## Старокалендарники
Розкол (схизма) відбувся в церкві в 1924 році, коли Священний Синод вирішив замінити астрономічно неправильний Старий Календар (юліанський) оновленим календарем — новоюліанським — за яким усі нерухомі свята співпадали зі світським григоріанським календарем, однак у визначенні Пасхалії використовувався юліанський метод датування. 
Три єпископи оголосили про створення так званої «Церкви істинно православних християн» (грец. Εκκλησία των Γνησίων Ορθοδόξων Χριστιανών — Γ.Ο.Χ.). У результаті оформилася невизнана державою старостильна течія (грец. Παλαιοημερολογίτες). З 1940-х рр. старостильники почали розбиватися на дрібніші угруповання. Ті, хто відмовився прийняти цю зміну, відомі як старокалендаристи (палеоімерологіти грецькою мовою) і досі дотримуються старого Юліанського календаря. Вони називають себе "справжніми православними християнами". Найбільшою групою, яка асоціюється зі старокалендаристами, є Синод архієпископа Хризостома II Кіоссіса. Цей Синод усе ж отримав визнання уряду як дійсну православну церкву, хоча він не знаходиться у спілкуванні ні з Церквою Греції, ні з іншими східними православними церквами. 

## Організація та структура

### Єпархії

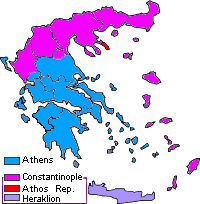
Юрисдикції православних церков на території Греції.
Атени
Константинополь
Атос
Крит

Єпархії Крита та Додеканеса, а також усі монастирі Атосу знаходяться під прямою юрисдикцією Константинопольського патріарха, тобто не підпорядковуються Церкві Греції, проте відносяться до грецького православ'я. Втім монастирі Метеори перебувають під юрисдикцією Церкви Греції.

### Управління
Вища влада в Церкві Греції належить Синоду єпископів, до якого належать усі єпархіальні архієреї. Всі вони мають титул митрополитів і призначаються урядом Грецької республіки. На чолі Синоду стоїть Предстоятель, що обирається, відповідно до Статутної хартії Церкви Греції 1977 року, Синодом з-поміж єпархіальних архієреїв. Після обрання протягом 5 днів Президент Греції видає указ про визнання Блаженнійшого архієпископа Атенського та всієї Греції, після чого відбувається інтронізація новообраного Предстоятеля.
Постійний Синод, що займається повсякденними питаннями загальноцерковного управління, складається з архієпископа та 12-ти митрополитів, кожен з яких посідає посаду члена Постійного Синоду один термін на змінній основі.
Критські єпархії (Церква Криту), Додеканес і монастирська держава Свята гора Атос залишаються під безпосередньою юрисдикцією Константинопольського патріархату; вони не є частиною Церкви Греції. Критська архієпархія має напівавтономний статус: нових єпископів обирає місцевий Синод діючих властей, а Архієпископ призначається Вселенським патріархатом зі списку з трьох осіб (triprósōpon), складеного грецьким Міністерством національної освіти та релігійних справ від серед діючих на Криті митрополитів.

### Предстоятелі

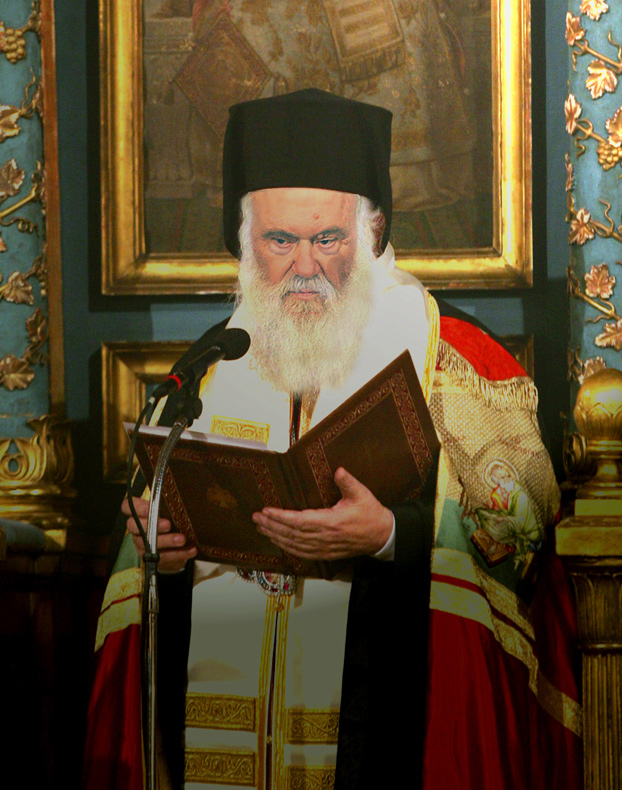
Чинний Предстоятель архієпископ Ієронім ІІ

| Митрополити Атенські | Митрополити Атенські |
| --- | --- |
| Неофіт V Михаїл IV Феофіл Антоній Прокопій I Герман II Прокопій II Феокліт I Мелетій III Феокліт I (повторно) | 1833—1861 1861—1862 1862—1873 1873—1874 1874—1889 1889—1896 1896—1901 1902—1917 1918—1920 1920—1922                                                                                             |
| Архієпископи Атенські (з 31 грудня 1923 р.) | |
| Хризостом І (Пападопулос) Хрисанф (Філіппідіс) Дамаскін (Папандреу) Спиридон (Влахос) Дорофей ІІІ (Коттарас) Феокліт ІІ (Панагіотопулос) Іаков ІІІ (Ваванатос) Хризостом II (Хатзіставру) Ієронім І (Коцоніс) Серафим (Тікас) Христодул (Параскеваїдіс) Ієронім ІІ (Ліапіс) | 1923—1938 1938—1941 1941—1949 1949—1956 1956—1957 1957—1962 13 січня 1962—25 січня 1962 1962—1967 11 травня 1967—19 лютого 1973 12 січня 1974—1998 28 квітня 1998—28 січня 2008 з 7 лютого 2008 |